# Музей партизанської слави «Спадщанський ліс»
Музей партизанської слави «Спадщанський ліс» — музей зібрання предметів і матеріалів з історії партизанського руху. Розташований у Конотопському районі Сумської області та знаходиться на відстані 11 км від Путивля у однойменному Спадщанському лісі. Є однією з філій, що утворюють Путивльський державний історико-культурний заповідник.

## Історія
Музей був відкритий у 1956 році. У 1965 році Спадщанський ліс було оголошено історико-культурним заповідником. 30 грудня 1986 року після постанови Ради Міністрів України музей став складовою частиною Державного історико-культурного заповідника.
22 вересня 2001 року на урочистостях, що відбулися з нагоди «60-річчя партизанського руху на Україні», заповідник, в тому числі й музей, відвідав президент України Л. Д. Кучма.
З нагоди об'єднання партизанських загонів 22 вересня 2011 року було відзначено на державному рівні «70-річчя партизанського руху в Україні». У зв'язку з цим 27 липня 2011 року Кабінет Міністрів України постановив виділити 1651 тис. гривень для капітального ремонту Музею партизанської слави і Музею зброї та військової техніки Спадщанського лісу та 400 тис. — для реконструкції експозиції Музею.
Експозиція музею створена в 2021 році. 

## Опис
Музей створений на місці партизанського з'єднання під командуванням С. А. Ковпака, С. В. Руднєва і Г. Я. Базими, особисті речі яких в ньому й зберігаються. Також серед експонатів музею можна побачити тачанку Ковпака, друкарську машинку, на якій було віддруковано перші накази партизанського генерала. В експозиції музею присутні зразки зброї, боєприпасів, сотні фотографій, багато документів та матеріалів, в яких описано злочини нацистів на Сумщині. Біля музею стоїть 76-мм гармата Ф-22, яка була на озброєнні у партизанському загоні.